# یوردی زومترا
یوردی زومترا (انگلیسی: Jordi Xumetra؛ زادهٔ ۲۴ اکتبر ۱۹۸۵) بازیکن فوتبال اهل اسپانیا است.
از باشگاه‌هایی که در آن بازی کرده‌است می‌توان به باشگاه فوتبال اسپانیول، باشگاه فوتبال ژیرونا، باشگاه فوتبال لوانته، باشگاه فوتبال الچه، و باشگاه فوتبال بارسلونا اشاره کرد.
وی همچنین در تیم ملی فوتبال کاتالونیا بازی کرده‌است.